# Angina di Prinzmetal
L'angina di Prinzmetal (o angina variante) è una forma di angina pectoris, ovvero è una sindrome dolorosa retro-sternale che si presenta a riposo e ciclicamente, a differenza dell'angina stabile (o da sforzo) che si presenta dopo attività fisica.
Tale sindrome è causata da un vasospasmo delle arterie coronarie che causa una sofferenza al tessuto cardiaco. In particolare è dovuta alla contrazione della muscolatura liscia delle arterie coronarie che induce un minor afflusso sanguigno al cuore.

## Storia
Myron Prinzmetal (1908 - 1987), cardiologo americano fu il primo a descrivere tale manifestazione nel 1959 insieme a dei collaboratori, repertando forti dolori toracici a riposo e non sotto sforzo in pazienti affetti.

## Epidemiologia
Rispetto alle altre forme di angina (come l'angina stabile) si mostra in età più giovanile, si riscontra maggiormente nei fumatori, colpisce maggiormente nelle ore notturne sino al primo mattino.

## Eziologia
Durante anni di studio si è dimostrato che tale angina viene provocata da uno spasmo coronarico, occlusivo o subocclusivo, che a sua volta crea un'improvvisa e transitoria diminuzione del diametro di un ramo coronarico epicardico, tale restringimento è indipendente da forme di malattia delle coronarie dell'individuo. Raramente si manifesta dopo un intervento chirurgico e come effetto di alcuni farmaci (5-fluorouracile e ciclofosfamide).

## Fattori di rischio
- fumo
- alcool
- combinazione contracettivi-fumo
- cocaina
- 5-fluoracile

## Sintomatologia
Fra i sintomi e segni clinici che caratterizzano tale angina possiamo ritrovare un forte dolore cardiaco quasi sempre riscontrato quando la persona si trova a riposo e non sotto stress. Inoltre si ritrovano sincope e presenze di aritmie. Gli episodi di ischemia durano 2-10 minuti, potendo recidivare a breve termine. Tipicamente compaiono nelle ore notturne o nella prima mattina. In un quarto dei casi ci può essere associazione con sforzo, durante o successivamente.
In alcuni pazienti si notano:
- fasi fredde: gli episodi di angina scompaiono per un certo lasso di tempo;
- fasi calde: elevata frequenza degli episodi.

## Diagnostica
L'angina variante  si presenta all'ECG standard con sopraslivellamento del tratto ST, indicativo di ischemia transmurale. Talvolta non si ha il sopraslivellamento, ma durante l'angina si notano onde T positivizzate, rispetto alle onde T negative di base, fenomeno chiamato "pseudonormalizzazione".
In caso non si riesca a documentare un'angina con ECG standard, si può adoperare l'ECG dinamico, test da sforzo (solitamente negativo in realtà) o test provocativo.

## Terapia
La somministrazione di nitrati nelle forme classiche di angina permette di ottenere notevoli risultati; in questa specifica tipologia di angina tale cura aiuta a prevenire l'ischemia miocardica, se si esegue una vasodilatazione coronarica diretta. I betabloccanti, invece, sono controindicati nel trattamento dell'angina di Prinzmetal.
Come profilassi vengono usati farmaci calcio-antagonisti.